# Bălmoșești
Bălmoșești falu Romániában, Erdélyben, Fehér megyében.

## Fekvése
Verespatak  közelében fekvő település.

## Története
Bălmoşeşti korábban Verespatak része volt. 1956 körül vált külön, ekkor 186 lakosa volt.
1966-ban 100 lakosából 88 román, 1 magyar, 11 cigány volt. 1977-ben 102 román , 1992-ben 41 román lakosa volt. A 2002-es népszámláláskor pedig 103 lakosából 100 román, 1 cigány volt.